# Ramal da Alfândega

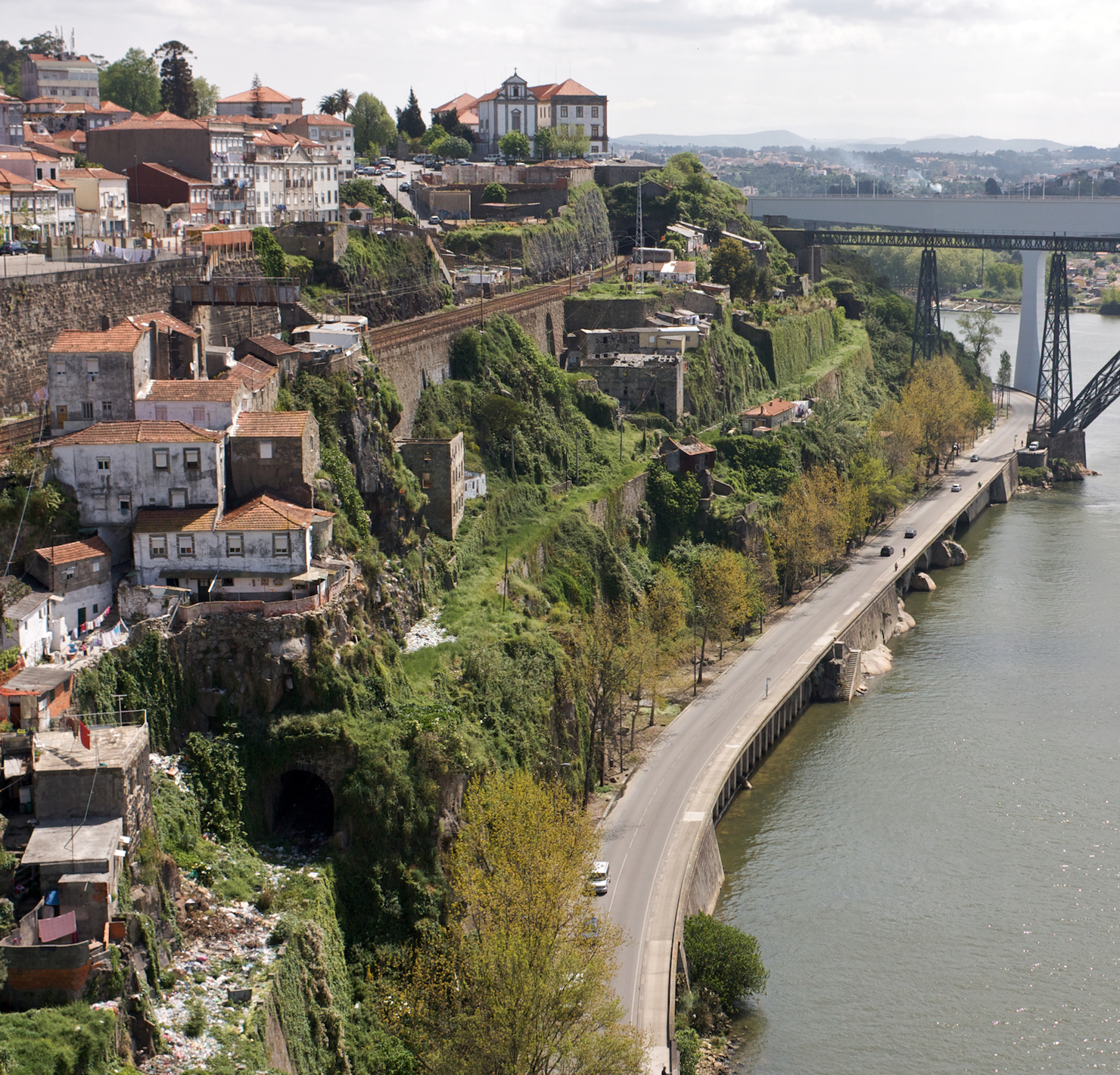
A zona das Fontainhas, em 2010; o antigo leito da via do Ramal da Alfândega pode ser identificado pela plataforma, coberta de vegetação, que se encontra entre a Avenida Gustave Eiffel, junto ao Rio Douro, e a via dupla modernizada, pertencente ao troço da Linha do Minho entre as Estações de Porto-São Bento e Campanhã.

O Ramal da Alfândega foi uma curta via ferroviária, em bitola ibérica, que ligava, no sudeste da cidade do Porto, em Portugal, a estação de Porto Campanhã ao Terminal de Porto-Alfândega; entrou ao serviço em 1888 e foi encerrado em 1989.

## Descrição
Este ramal tem uma extensão de 3,896 km, tendo sido utilizado, unicamente, por serviços de mercadorias. O principal movimento era feito no sentido da Alfândega, onde chegavam as mercadorias, para a estação de Campanhã.
As obras de arte presentes neste ramal são duas pontes, uma sobre a Rua do Freixo e outra sobre a Rua da China, e três túneis: Alfândega I (80 m), Alfândega II (23 m) e Alfândega III (1320 m).

## História

### Construção e inauguração
No século XIX, a Alfândega do Porto tinha um grande movimento comercial por via marítima, pelo que se considerou de grande interesse que fosse ligada à rede ferroviária portuguesa. Assim, um decreto-lei de 23 de Junho de 1880 determinou a construção de um ramal entre a Alfândega e a estação ferroviária do Pinheiro, em Campanhã.
O estudo do projecto foi da responsabilidade de Justino Teixeira, que se baseou num trabalho inicial de Mendes Guerreiro. O projecto foi aprovado em 9 de Outubro de 1880 e os trabalhos de construção iniciaram-se a 17 de Julho de 1881, sendo o ramal inaugurado a 20 de Novembro de 1888.
Inicialmente o ramal chegou a ser muito movimentado, tendo a Gazeta dos Caminhos de Ferro de 16 de Dezembro de 1895 noticiado que havia grandes faltas de material circulante, «havendo commerciante que requesita de uma só vez 60 wagons e tem de esperar um mez e mais sem os obter».

### Prolongamento do ramal até Leixões

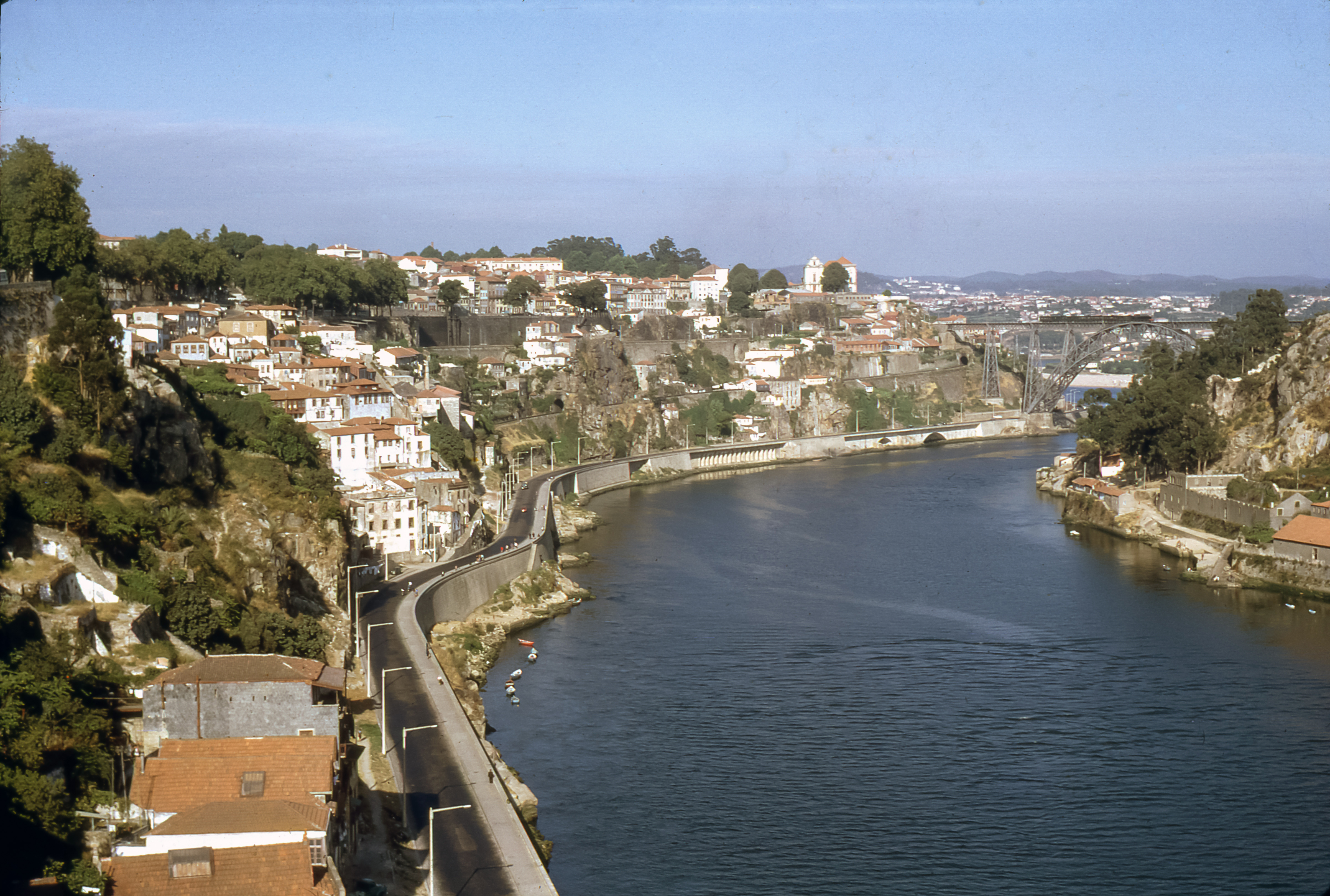
O rio Douro na zona do Porto, em 1967. Ao fundo, sensivelmente a meia encosta, encontra-se a plataforma do Ramal da Alfândega, vendo-se, da esquerda para a direita da fotografia, as bocas de entrada dos Túneis da Alfândega II e I.

Uma Carta de Lei de 29 de Agosto do 1889 estabeleceu que a companhia que obtivesse a futura exploração do Porto de Leixões devia prolongar o ramal da Alfândega até aquela estrutura portuária, utilizando um percurso ao longo da costa. Estabeleceu assim as bases para a fundação da Companhia das Docas e Caminhos de Ferro Peninsulares, que seria responsável pela administração do Porto de Leixões, e pelas obras de prolongamento do ramal.
O prolongamento do Ramal até Leixões voltou a ser discutido com a construção do Porto de Leixões, em 1892, tendo sido defendido pela Associação Comercial de Porto. Em 10 de Agosto de 1897, foi apresentado um projecto de lei autorizando o governo a colocar em hasta pública a construção de um vasto conjunto de linhas ferroviárias, que incluía a continuação do ramal da Alfândega até Leixões. Nesse ano também foi alterado o percurso da futura linha férrea entre Alfândega e Leixões, de forma a reduzir as despesas de construção. Ainda assim, este empreendimento continuaria a ter custos muito elevados, motivo pelo qual o governo começou a ponderar a sua substituição pela Linha de Circunvalação do Porto, igualmente conhecida como Linha de Leixões, que partiria de Contumil, na Linha do Minho. Além disso, a ligação ao Porto de Leixões seria feita em muito melhores condições pela nova linha, uma vez que já então o ramal da Alfândega tinha graves problemas de capacidade, principalmente na sua estação terminal. Assim, a Linha de Leixões foi oficialmente classificada por um decreto de 15 de Fevereiro de 1900.
No entanto, prosseguiram as diligências para prolongar o ramal até Leixões, tendo o governo ordenado em 15 de Abril de 1903 que a Direcção do Minho e Douro iniciasse a elaboração dos estudos e orçamentos necessários, uma vez que a Companhia das Docas do Porto e dos Caminhos de Ferro Peninsulares tornou-se proprietária da exploração do Porto de Leixões, sendo assim incumbida da construção desta obra. Determinou igualmente que a nova via férrea deveria ter um percurso totalmente marginal, de acordo com a variante introduzida em 1897, gerando protestos por parte da Associação Comercial do Porto. O projecto, elaborado pelos engenheiros Eleutério da Fonseca e Alves de Sousa, incluía a construção de uma estação em Leixões, que servisse igualmente a futura Linha de Circunvalação do Porto.
Surgiram assim duas correntes de opinião na cidade do Porto, uma defendendo o prolongamento do ramal até Leixões, e outra a favor da construção da nova linha férrea a partir de Contumil. A primeira era liderada pelo negociante Pedro de Araújo, do Partido Progressista, que era da opinião que o Porto de Leixões deveria ser principalmente de abrigo e complementar em relação às docas na barra do Rio Douro, e defendia a construção de um grande entreposto na zona do Ouro, no Porto, que seria servido pelo prolongamento do Ramal da Alfândega. A principal interessada nesta obra era a Associação Comercial do Porto, que conseguiu que em 1 de Julho de 1903 fosse publicado um decreto concedendo-lhe a construção, caso a Companhia das Docas do Porto e dos Caminhos de Ferro Peninsulares não o fizesse nos prazos estipulados. O outro movimento era representado pelo presidente do conselho de administração da Companhia das Docas, Henrique Kendall, que defendia o desenvolvimento em larga escala de Leixões como um porto comercial, necessitando por esse motivo de boas ligações ferroviárias, que seriam asseguradas pela Linha de Leixões.
Em 14 de Agosto de 1903, o conselho de administração dos Caminhos de Ferro do Estado determinou que seria responsável pela instalação da Linha de Leixões, enquanto que a obra de prolongamento do ramal da Alfândega seria executada pela Companhia das Docas ou a Associação Comercial. Porém, caso fosse construída apenas uma das linhas férreas, por motivos de recursos financeiros, deveria ser dada prioridade à de Contumil a Leixões. Caso eventualmente o movimento ferroviário o justificasse, poderia então ser prolongado o ramal da Alfândega. Em 28 de Setembro de 1904, uma representação de comerciantes e industriais do Porto publicou uma declaração no jornal O Primeiro de Janeiro, pedindo ao governo para construir a ligação por Leixões através de Contumil em vez da Alfândega. O argumento utilizado foi que esta solução seria mais vantajosa para as regiões do Minho e Douro, e que o Ramal da Alfândega não tinha capacidade para mais tráfego. Em 1905 foi apresentado o projecto para a linha de Contumil a Leixões, orçado em 499 contos de réis, soma muito inferior à do prolongamento do ramal da Alfândega, cujo custo previsto era de 900 contos. Iniciaram-se desde logo as diligências para a construção da linha a partir de Contumil, mas estas foram travadas devido à influência política de Pedro de Araújo, tendo sido retomadas só na década de 1910, já no período republicano, tendo a linha sido concluída, após vários atrasos, em 1938.

### Declínio e encerramento
O Ramal da Alfândega teve uma grande importância desde os finais do século XIX até aos princípios do século XX, mas entrou em declínio devido à inauguração do Porto de Leixões, pelo qual passou a ser feito progressivamente o movimento de mercadorias da cidade do Porto. Como tal, começou a ser posta em causa a viabilidade da sua ligação ferroviária. Ainda assim, a ligação entre a Alfândega e Leixões foi um dos projectos abrangidos numa lei de financiamento para construção de novas linhas, publicada em 14 de Julho de 1899, e em 1902 decorreram obras de duplicação da via em parte deste ramal, como forma de reduzir os problemas de tráfego na estação de Campanhã. O relatório de 1931-1932 da Direcção-Geral de Caminhos de Ferro incluiu, no seu programa de melhoramentos a realizar nas linhas do estado, a renovação de via entre Campanhã e Ermesinde e no Ramal da Alfândega.
A cada vez mais reduzida actividade do ramal, aliada à dificuldade do traçado, bem como a pouca importância no sistema ferroviário nacional, levou ao seu encerramento em Junho de 1989.

## Século XXI
Apesar de ter sido encerrado em 1989, nos princípios do século XXI o seu traçado, apesar de abandonado, ainda estava quase intacto.
Por volta de 2005, foi criado o GARRA - Grupo de Acção para a Reabilitação do Ramal da Alfândega, para defender a reabilitação do ramal, tendo avançado com várias propostas para a sua reabertura, incluindo o prolongamento do antigo serviço de passageiros da Linha de Leixões até Porto-Alfândega, criando-se uma exploração comercial, pela CP Porto do itinerário Porto Alfândega - Porto Campanhã - Contumil - São Gemil - Leixões

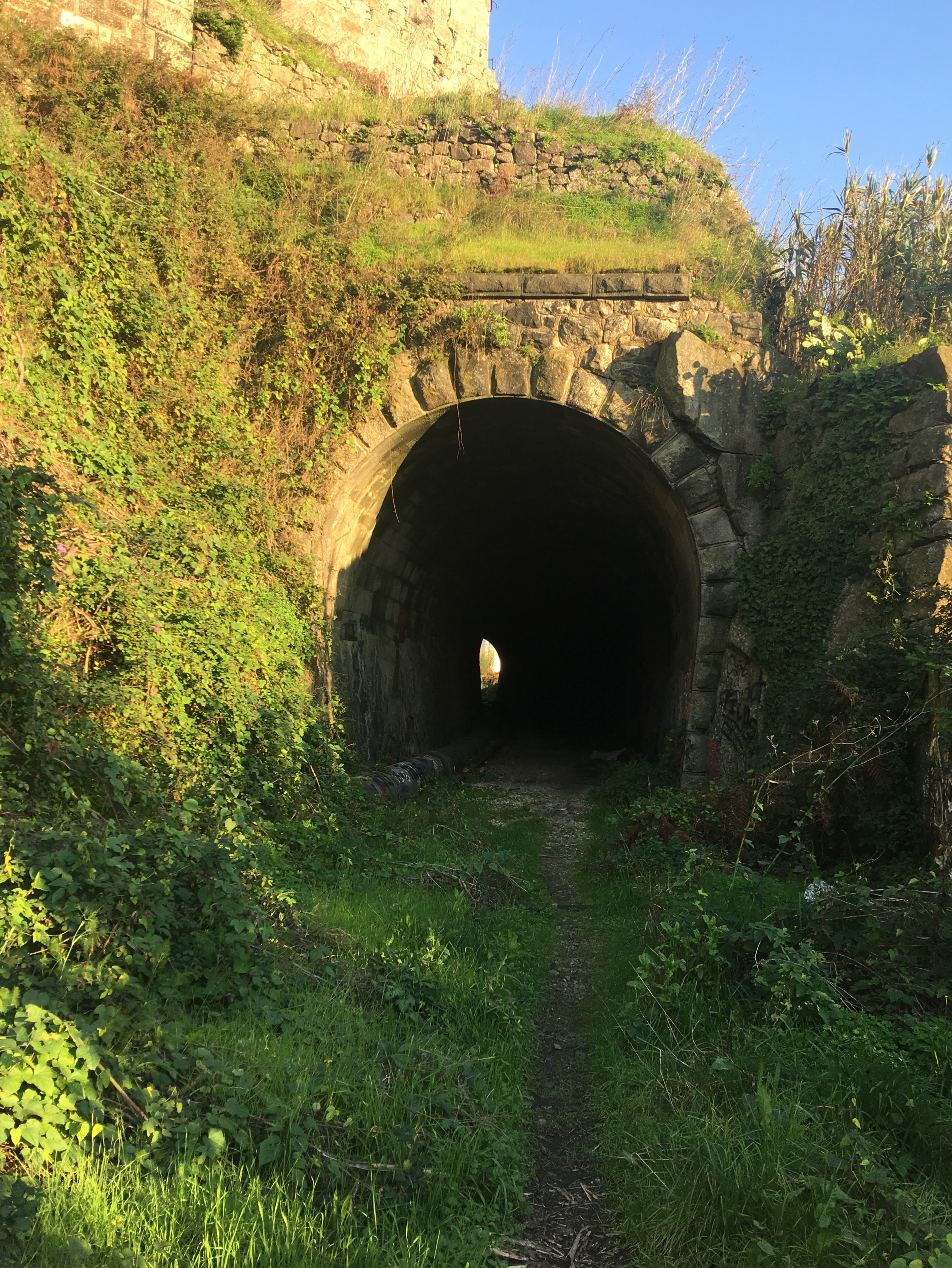
Aspeto de um dos túneis do ramal em 2019.

Em Junho de 2020, a Câmara Municipal do Porto anunciou que estava a preparar duas soluções para o antigo Ramal da Alfândega, propostas pelo vereador do Urbanismo, Pedro Baganha, sendo a primeira relativa à implementação de um «novo percurso pedonal e ciclável, aproveitando os troços em túnel e a céu aberto», que iria possibilitar a «requalificação ambiental e paisagística» da zona em redor, principalmente através da instalação de «um parque urbano em socalcos, em toda a área adjacente ao canal ferroviário». No âmbito deste plano, também iria ser feito o «reforço da relação entre a cota baixa, junto ao rio, e a cota alta, da cidade consolidada, estando previstas diversas ligações, algumas das quais a dotar de meios mecânicos». Esta solução foi defendida pelo presidente da Câmara Municipal, Rui Moreira, que alegou que iria ter «custos de implementação reduzidos», e possibilitaria «a abertura deste percurso à fruição da população», enquanto não fosse tomada uma decisão definitiva sobre o fim a dar ao espaço. A opção alternativa seria a reconversão do antigo ramal num meio de transporte rápido entre Campanhã e a Alfândega, que seria «pendular, confortável e eléctrico, operado por veículos modernos que prestarão um serviço de mobilidade inédito entre estes dois pólos de elevada atracção urbana». Desta forma, iria reduzir o número de veículos automóveis que todos os dias entram e saem da cidade, e permitiria a  «transformação do parque de estacionamento da Alfândega numa zona de fruição e lazer». Pedro Baganha alertou que qualquer que fosse a opção escolhida, a empreitada podia ter um prazo de conclusão para «daqui a três ou quatro anos». Até então, os terrenos do antigo ramal faziam parte do domínio público ferroviário, sendo por isso a sua gestão feita pela empresa IP Património - Administração e Gestão Imobiliária, S.A., pelo que quaisquer obras só podiam ser feitas após a assinatura de um contrato para subconcessão de uso privativo. Assim, na reunião de câmara de 22 de Junho, foi aprovada a transferência de propriedade daquele ramal para a autarquia, num contrato que não teria quaisquer custos, além das obras necessárias.
No âmbito deste processo, foi reactivado o grupo GARRA, que enviou uma carta aberta ao presidente da Câmara, pedindo que fosse tomada uma decisão quanto ao ramal, e defendendo a sua reabertura para a circulação de comboios de passageiros. Aquela associação criticou a opção de instalar uma ecopista no antigo ramal, devido a grande parte do percurso ser em túnel, e por o seu traçado apresentar ainda grandes potencialidades como um eixo de transporte de passageiros, pois «permite aproximar duas partes da cidade que não estão próximas», unindo a parte baixa da cidade a Campanhã, onde estava em construção um grande centro intermodal. Desta forma, iria servir «tanto os moradores mais pobres de Campanhã como os turistas», e permitiria uma redução do tráfego automóvel na Ribeira.

## Leitura recomendada
- RODRIGUES, Bruno;  et al. (2019).  Fernando de Sousa, ed. Alfândega do Porto, 1869-2019 1.ª ed. Porto: Associação para o Museu dos Transportes e Comunicações. 295 páginas. ISBN 978-972-99632-3-0